# Chucks (Film)
Chucks ist ein österreichischer Coming-of-Age-Film von Sabine Hiebler und Gerhard Ertl aus dem Jahr 2015. Der Film basiert auf dem gleichnamigen Roman von Cornelia Travnicek. Die Premiere erfolgte am 30. August 2015 im Rahmen des Montreal World Film Festival, Kinostart in Österreich war am 25. September 2015. In Deutschland wurde der Film im Oktober 2015 bei den Internationalen Hofer Filmtagen gezeigt, im November 2015 lief er beim Thessaloniki International Film Festival (TIFF). In den Vereinigten Staaten wurde der Film auf den Internationalen Filmfestivals in Santa Barbara und Cleveland gezeigt.

## Handlung
Die 16-jährige Maeva, genannt Mae, stiehlt Spraydosen aus dem Baumarkt und besprüht damit abgestellte Züge und Hausfassaden. Bei einer dieser Aktionen wird sie erwischt und zu gemeinnütziger Arbeit verurteilt, sie muss ihre Strafe im Haus der Wiener AIDS-Hilfe abarbeiten. Dort tut sie zunächst alles, um allen auf die Nerven zu gehen und bettelt förmlich um ihren Rauswurf. Als sie dort etwa in der Pause eine Zigarette raucht und den fünf Jahre älteren Paul anpöbelt, lächelt der nur milde zurück.  
Der mit HIV und Hepatitis C infizierte, 21-jährige sanfte Paul ist das genaue Gegenteil von Mae. Er ist Fotograf, hat eine schöne, helle Wohnung, zahlreiche Bücher und ein Aquarium mit Axolotl. Er hat allerdings aufgrund seiner AIDS-Erkrankung nicht mehr lange zu leben, seine Freunde haben sich nach Ausbruch der Krankheit von ihm zurückgezogen. 
Mae dagegen wohnt bei ihren Hausbesetzer- und Punk-Freunden Tamara und Jakob, zieht als Punkerin mit feuerroten Haaren und in roten Converse-Schuhen durch die Straßen Wiens, raucht und trinkt. Sie befindet sich auf aggressivem Konfrontationskurs und rebelliert gegen Alles und Jeden, will sich keine Vorschriften machen lassen; ein bürgerliches Leben lehnt sie ab. 
Eines Tages überrumpelt sie Paul, als sie unangekündigt bei ihm einzieht. Zu ihrer Mutter hat Mae ein gestörtes Verhältnis, ihre Mutter lädt Mae etwa zu ihrer Tupper-Geburtstagsparty ein, zu der Mae nur widerwillig hingeht. Außerdem schreibt sie Texte und versucht sich als Slam-Poetin. Bei einem der Auftritte entdeckt sie Paul im Publikum und beginnt vom Tod ihres an Leukämie verstorbenen Bruders Sebastian zu erzählen, dem Umgang mit ihrer Trauer und der ihrer Eltern und den Schuhen ihres Bruders – den Titel gebenden Chucks –, die sie seit seinem Tod trägt.
Paul und Mae kommen sich näher, unter anderem unterhalten sie sich über seinen bevorstehenden Tod, aus der Freundschaft wird eine Liebesbeziehung. Eines Tages wirft Paul Mae unvermittelt aus seiner Wohnung, mit der Begründung, dass ihm alles zu viel wird. Mae nimmt das zunächst zur Kenntnis, doch als sie realisiert, dass er seine neuen, verschlechterten Laborwerte erhalten haben muss, kehrt sie zu Paul zurück. Er erzählt ihr, dass er auf ein neues Medikament umgestellt werden soll. Die Beziehung zu Paul ermöglicht Mae eine Annäherung an ihre Mutter. Als diese die beiden zu einem Weihnachtsessen einlädt, erzählt Mae ihrer Mutter von Pauls Krankheit. 
Pauls Gesundheitszustand beginnt sich zunehmend zu verschlechtern, Mae bleibt dabei die ganze Zeit an seiner Seite und kümmert sich um ihn, auch nachdem er ins Krankenhaus eingeliefert wird und kaum noch ansprechbar ist. Bei einer Lesung, bei der Mae ihr Buch präsentiert, kommt es zu einer Aussöhnung zwischen ihr und ihrer Mutter.

## Produktion
Die Dreharbeiten zu dem Film fanden von August bis Oktober 2014 in Wien statt. Unterstützt wurde der Film vom Filmfonds Wien, dem Österreichischen Filminstitut und Filmstandort Austria, beteiligt war der Österreichische Rundfunk. Der Film wurde von der Dor Film produziert. Für den Ton zeichnete Hjalti Bager-Jonathansson verantwortlich, für das Kostümbild Monika Buttinger und für das Szenenbild Nikolai Ritter.
Die Musik stammt unter anderem von Soap&Skin, Monsterheart, Julian & der Fux, Bilderbuch, Clara Luzia, Hella Comet und Propella.
Gegenüber dem gleichnamigen Roman von Cornelia Travnicek wurde die Geschichte bis auf Kindheitsrückblicke in eine durchgehende Zeitebene gebracht, der Roman springt hingegen zwischen unterschiedlichen Zeit- und Altersstufen der Protagonistin. Auch wurden einzelne Nebenfiguren stark verändert und Eigenschaften mehrerer Figuren in einer komprimiert. Maes Freundeskreis verbringt beispielsweise die Zeit nicht, wie im Buch, mit Drogen am Karlsplatz, sondern mit Spraydosen in besetzten Häusern. Anders als im Buch, wo Mae wegen Körperverletzung zu gemeinnütziger Arbeit verurteilt wird, erfolgt im Film die Verurteilung wegen Sachbeschädigung, die härtesten Drogen sind im Film Alkohol und Gras.
Die Autorin der Romanvorlage hat im Film zwei Cameoauftritte. Bei den Dreharbeiten gab es eine Szene, in der eine Gruppe Jugendlicher ein Haus im siebten Wiener Gemeindebezirk besprayen sollten. Obwohl entsprechende Genehmigungen vorlagen, wurde die Polizei alarmiert, die mit Blaulicht und Sirenen anrückte und die Sprayer verhaften wollte.
Der Film wurde 2016 im Rahmen der Edition österreichischer Film von Hoanzl und dem Standard auf DVD veröffentlicht.

## Rezeption
Das Kinomagazin Skip lobte den Film als einen „zugleich goscherten und unendlich zarten Film, verortet in einem ganz anderen Wien, als es sonst im Kino zu sehen ist: ein eindringliches, unvergessliches Filmereignis.“ Die Tageszeitungen Kurier und die Kleine Zeitung würdigten die Hauptdarstellerin als „Entdeckung“ bzw. „absolutes Versprechen für die Zukunft“.
Kritisiert wurde, dass der Film von der Romanvorlage abweicht und zu rührselig bzw. überzogen ist. So schrieb etwa Martina Bauer auf der Webseite von FM4, dass der Film im Vergleich zum Buch „gemainstreamlineter, weniger indie“ ist und die Tageszeitung Die Presse bezeichnete den Film als „rührseliges Coming-of-Age-Drama“ und schrieb: „Immer, wenn auf der Leinwand etwas zu sehen ist, das zu grob ist, zu bedeutungsschwanger oder zu pathetisch, dann weicht das Drehbuch vom Roman ab. Das tut es leider oft.“ DerStandard.at meinte: „Obwohl Chucks nicht übertrieben um Mitgefühl buhlt und das Miteinander zurückhaltend, humorvoll zeigt, wirkt die melodramatische Setzung etwas überzogen.“

## Auszeichnungen
Beim Montreal World Film Festival 2015 wurde der Film mit dem Publikumspreis ausgezeichnet. Für ihre Hauptrolle wurde Anna Posch im Rahmen der Romyverleihung 2016 als beste Nachwuchsschauspielerin ausgezeichnet und war für den Österreichischen Filmpreis 2016 als beste weibliche Darstellerin nominiert.